# 새벽의 모든
《새벽의 모든》(일본어: 夜明けのすべて)은 2024년에 공개된 일본의 영화이다. 소설가 세오 마이코의 동명의 소설을 원작으로 한 작품이다.

## 출연

### 주연
- 마츠무라 호쿠토 - 야마조에 타카토시 역
- 카미시라이시 모네 - 후지사와 미사 역

### 조연
- 미츠이시 켄 - 쿠라타 카즈오 역
- 시부카와 키요히코 - 츠지모토 노리히코 역
- 이모 하루카 - 오오시마 치히로 역
- 후지마 사와코 - 이와타 마나미 역
- 쿠보타 마키
- 아다치 토모미츠
- 미야카와 이치로우타
- 우치다 치카
- 오카 미츠코
- 야마노 우미
- 사이토 요이치로
- 료 : 후지사와 노리코 역

## 기타
- 수입사 :  미디어캐슬
- 주연 마츠무라 호쿠토와 카미시라이시 모네는 NHK 연속 TV 소설 〈컴 컴 에브리바디〉 이후 2년 만에 재회했다. 두 배우는 이 드라마에서 메인 커플로 호흡을 맞춘 바 있다.